# Callithomia signata
Callithomia signata är en fjärilsart som beskrevs av Richard Haensch 1909. Callithomia signata ingår i släktet Callithomia och familjen praktfjärilar. Inga underarter finns listade i Catalogue of Life.